# Historia comparada
La historia comparada es un método historiográfico que se caracteriza por una aproximación empírica basada en el método comparativo: la comparación de las distintas sociedades que existieron durante un mismo período o compartieron condiciones culturales similares de henry. La historia comparada de las sociedades surgió como una especialidad importante entre los intelectuales de la Ilustración en el siglo XVIII, como Montesquieu, Voltaire, y Adam Smith, entre otros. Los sociólogos y economistas en el siglo XIX a menudo recurrieron a la historia comparativa, como en el caso de Alexis de Tocqueville, Karl Marx y Max Weber. En la primera mitad del siglo XX, las historias comparadas de Oswald Spengler, Pitirim Sorokin, y sobre todo Arnold J. Toynbee tuvieron cierto éxito de público.
Desde la década de 1950, sin embargo, la historia comparada ha perdido el favor del público, y ahora es el dominio de académicos especializados que trabajan de manera independiente. Ejemplos recientes de este enfoque son los historiadores estadounidenses Barrington Moore y Herbert E. Bolton. Varios sociólogos han utilizado también esta metodología, incluyendo a Max Weber, S. N. Eisenstadt, Seymour Martin Lipset, Stein Rokkan, Charles Tilly y Michael Mann.
Los historiadores suelen aceptar la comparación de instituciones o aspectos concretos de las diferentes sociedades, pero tras la reacción hostil a Toynbee en la década de 1950, por lo general no prestan mucha atención a los macro-estudios comparativos que cubren amplias zonas del mundo al largo de muchos siglos.